# ベアトリクス・フォン・ルクセンブルク
ベアトリクス・フォン・ルクセンブルク（独：Beatrix von Luxemburg, 1305年 - 1319年11月11日）は、ルクセンブルク家の神聖ローマ皇帝ハインリヒ7世と妃マルガレーテ・フォン・ブラバントの末娘で、ハンガリー王カーロイ1世の王妃。ハンガリー名もベアトリクス（Luxemburgi Beatrix）。兄にボヘミア王ヨハン、姉にフランス王シャルル4世の王妃マリーがいる。神聖ローマ皇帝兼ボヘミア王カール4世の叔母にあたる。

## 生涯
1318年にカーロイ1世の2番目の王妃となった。カーロイ1世は最初の王妃マーリアとの間に2女をもうけた後、前年の1317年に死別していた。
ベアトリクスは結婚の翌年、1319年に産褥で母子ともに死去した。翌1320年にカーロイ1世は3番目の妃エルジェーベトを迎え、彼女との間にはラヨシュ1世ら5人の男子をもうけた。
のちに甥カール4世の子のうち、マルガレーテがラヨシュ1世の王妃になり、またジギスムントがラヨシュの娘マーリア女王と結婚して自身もハンガリー王となっている。